# ウェールズのサッカー選手一覧
ウェールズのサッカー選手一覧（ウェールズのサッカーせんしゅいちらん）は、ウェールズ出身のサッカー選手の一覧である。Category:ウェールズのサッカー選手も参照。
この項目はCategoryではないので、記事の無い選手については赤リンクや仮リンク、簡単な説明の併記なども可能。

## GK
- ダニー・コイン
- ポール・ジョーンズ
- ジェイソン・ブラウン
- ダレン・ワード

## DF
- スティーヴ・エヴァンス
- ダニー・ガッビドン
- ジェームズ・コリンズ
- ダニー・コリンズ
- クリス・コールマン
- ベン・サッチャー
- リチャード・ダフィー
- マーク・ディレイニー
- ルーウィン・ニャタンガ
- クレイグ・モーガン
- サム・リケッツ
- ベン・デイヴィス

## MF
- デビッド・エドワーズ
- ライアン・ギグス
- ロビー・サヴェージ
- ヴィニー・ジョーンズ
- ガリー・スピード
- ジェイソン・クーマス
- アンドリュー・クロフツ
- アーロン・デイヴィス
- サイモン・デイヴィス
- カール・フレッチャー
- ジョー・レドリー
- カール・ロビンソン
- アーロン・ラムジー

## FW
- ジャーメイン・イースター
- ライアン・ギグス
- デビッド・コッテリル
- ジョン・チャールズ
- ジョン・ハートソン
- ポール・パリー
- マーク・ヒューズ
- クレイグ・ベラミー
- イアン・ラッシュ
- クリス・レウェリン
- ガレス・ベイル